# Wielka wojna na wschodzie
Wielka wojna na wschodzie – polski serial dokumentalny z 2009 roku. Każdy z ośmiu odcinków prezentuje kolejny z etapów wojny polsko-bolszewickiej. Konsultantem historycznym był dr Andrzej Kunert.